# توتونیکاپان
توتونیکاپان (به اسپانیایی: Totonicapán) یک منطقهٔ مسکونی در گواتمالا است که در Totonicapán Department واقع شده‌است. توتونیکاپان ۳۲۸ کیلومتر مربع مساحت و ۱۳۴٬۳۷۳ نفر جمعیت دارد و ۲٬۴۹۵ متر بالاتر از سطح دریا واقع شده‌است.